# Bullion (Yvelines)
Bullion település Franciaországban, Yvelines megyében. Lakosainak száma 1915 fő (2022. január 1.). Bullion Bonnelles, La Celle-les-Bordes, Cernay-la-Ville, Choisel, Clairefontaine-en-Yvelines, Rochefort-en-Yvelines, Saint-Arnoult-en-Yvelines és Pecqueuse községekkel határos.

## Népesség
A település népességének változása:
| Lakosok száma | 1942 | 1931 | 1984 | 1914 | 1910 | 1908 | 1915 | 1914 | 1915 |
|               | 2013 | 2015 | 2016 | 2017 | 2018 | 2019 | 2020 | 2021 | 2022 |